# Виконт Горманстон
Виконт Горманстон (англ. Viscount Gormanston) — наследственный титул в системе Пэрства Ирландии, которым владеет семья Престон.

## История

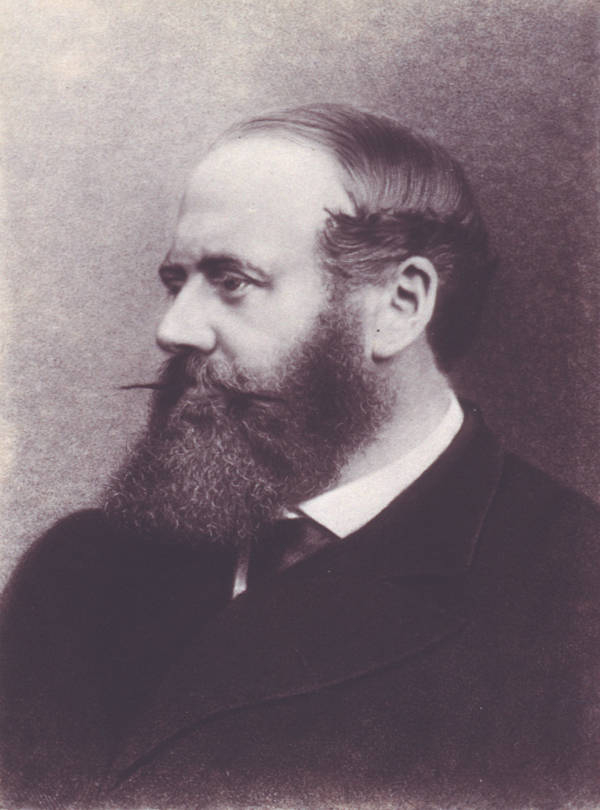
Дженико Престон, 14-й виконт Горманстон (1837—1907)

Титул виконта Горманстона был создан 7 августа 1478 года для Роберта Престона, 4-го барона Горманстона (1435—1503). Титул виконта Горманстона является старейшим титулом виконта в Ирландии. Семья Престон происходит от сэра Роберта Престона (ум. 1396), который служил в качестве лорда-канцлера Ирландии. В 1365—1370 годах для него был создан титул барона Горманстона в звании пэра Ирландии. Его сын, Кристофер Престон, 2-й барон Горманстон (ок. 1354—1422), играл видную роль в государственных делах и был арестован за измену в 1418 году. Его правнук, Роберт Престон, 4-й барон Горманстон (1435—1503), был заместителем наместника Ирландии (1493—1494). В 1478 году для него был создан титул виконта Горманстона (Пэрство Ирландии). Его потомок, Дженико Престон, 7-й виконт Горманстон (ум. 1691), был сторонником свергнутого короля Якова II Стюарта и был объявлен вне закона после Славной революции.
Дженико Престон, де-юре 12-й виконт Горманстон (1775—1860), помог подавить Ирландское восстание 1798 года. В 1800 году Дженико Престон был вызван в Палату лордов Ирландии в качестве 12-го виконта Горманстона. Он был правнуком Энтони Престона, де-юре 9-го виконта Горманстона (ум. 1716), племянника 7-го виконта Горманстона. 12-му виконту наследовал его сын, Эдвард Энтони Престон, 13-й виконт Горманстон (1796—1876). В 1868 году для него был создан титул барона Горманстона в графстве Мит (Пэрство Соединённого королевства), который давал ему автоматическое место в Палате лордов. Его сын, Дженико Уильям Джозеф Престон, 14-й виконт Горманстон (1837—1907), занимал посты губернатора Подветренных островов (1885—1887), Британской Гвианы (1887—1893) и Тасмании (1893—1900).
По состоянию на 2025 год, обладателем титула являлся его правнук, Дженико Николас Дадли Престон, 17-й виконт Горманстон (род. 1939), который получил титул виконта в возрасте семи месяцев, когда его отец погиб во время Французской кампании во Второй мировой войне.
- Томас Престон, 1-й виконт Тара[англ.] (1585—1655), англо-ирландский военный, второй сын 4-го виконта Горманстона
- Джон Престон, 1-й барон Тара[англ.] (1764—1821), член ирландской палаты общин от Навана (1783—1800), сын Джона Престона (ум. 1781) и потомок младшего брата Томаса Престона, 1-го виконта Тары.

Необычное имя «Дженико» происходит из Гаскони, от сэра Дженико д’Артуа (ок. 1370—1426), видного военачальника, который стал землевладельцем в Ирландии. Его дочь Джейн вышла замуж за Кристофера Престона, 3-го барона Горманстона, и стала матерью 1-го виконта Горманстона.
Родовая резиденция — Замок Горманстон в окрестностях Дроэды в графстве Мит (Ирландия).

## Бароны Горманстон (1365—1370)
- 1370—1396: Роберт Престон, 1-й барон Горманстон[англ.] (ум. 1396), сын Роджера Престона (ум. 1346) и Мод (Матильды) де Престон
- 1396—1422: Кристофер Престон, 2-й барон Горманстон[англ.] (ум. 1422), сын предыдущего
- 1422—1450: Кристофер Престон, 3-й барон Горманстон (ум. 1450), сын предыдущего
- 1450—1503: Роберт Престон, 4-й барон Горманстон (1435 — 9 апреля 1503), сын предыдущего, виконт Горманстон с 1478 года.

## Виконты Горманстон (1478)
- 1478—1503: Роберт Престон, 1-й виконт Горманстон (1435 — 9 апреля 1503), сын 3-го барона Горманстона
- 1503—1532: Уильям Престон, 2-й виконт Горманстон (ум. 21 февраля 1532), единственный сын предыдущего
- 1532—1569: Дженико Престон, 3-й виконт Горманстон (1502—1569), единственный сын предыдущего
- 1569—1599: Кристофер Престон, 4-й виконт Горманстон (1546 — 24 января 1599), старший сын предыдущего
- 1599—1630: Дженико Престон, 5-й виконт Горманстон (1585 — 14 марта 1630), старший сын предыдущего
- 1630—1643: Николас Престон, 6-й виконт Горманстон (1608 — 28 июля 1643), единственный сын предыдущего
- 1643—1691: Дженико Престон, 7-й виконт Горманстон (ум. 17 марта 1691), старший сын предыдущего
- 1691—1700: Дженико Престон, де-юре 8-й виконт Горманстон (1640—1700), старший сын Николаса Престона и внук Николаса Престона, 6-го виконта Горманстона
- 1700—1716: Энтони Престон, де-юре 9-й виконт Горманстон (умер 25 сентября 1716), младший брат предыдущего
- 1716—1757: Дженико Престон, де-юре 10-й виконт Горманстон (1707 — 31 октября 1757), единственный сын предыдущего
- 1757—1786: Энтони Престон, де-юре 11-й виконт Горманстон (1736 — 8 декабря 1786), старший сын предыдущего
- 1786—1860: Дженико Престон, 12-й виконт Горманстон (4 января 1775 — 10 февраля 1860), единственный сын предыдущего. В 1800 году восстановлен в титуле виконта Горманстона
- 1860—1876: Эдвард Энтони Джон Престон, 13-й виконт Горманстон (3 июня 1796 — 28 сентября 1876), старший сын предыдущего
- 1876—1907: Дженико Уильям Джозеф Престон, 14-й виконт Горманстон (1 июня 1837 — 29 октября 1907), старший сын предыдущего
- 1907—1925: Дженико Эдвард Джозеф Престон, 15-й виконт Горманстон (16 июля 1879 — 7 ноября 1925), старший сын предыдущего
- 1925—1940: Дженико Уильям Ричард Престон, 16-й виконт Горманстон (7 октября 1914 — 9 июня 1940), старший сын предыдущего, погиб в бою во Франции во время Второй мировой войны
- 1940 — настоящее время: Дженико Николас Дадли Престон, 17-й виконт Горманстон (род. 19 ноября 1939), единственный сын предыдущего
  - Наследник: Достопочтенный Дженико Фрэнсис Тара Престон (род. 30 апреля 1974), старший сын предыдущего.